# Sergio Cofferati
Sergio Cofferati, né le 30 janvier 1948 à Sesto ed Uniti dans la province de Crémone en Lombardie, est un syndicaliste et homme politique italien, ancien maire de Bologne de 2004 et député européen depuis 2014. Membre du Parti démocrate depuis sa création, il le quitte le 16 janvier 2015 à la suite des primaires perdues de la région Ligurie où il se présentait.

## Biographie
Tout d'abord employé de Pirelli à Milan et membre de la Confédération générale italienne du travail (CGIL), Cofferati gravit progressivement les échelons à l'intérieur du syndicat. Il devient le leader de Filcea (la branche Chimie de la CGIL) en 1988, et prend la direction de la CGIL en 1990, succédant à Bruno Trentin. Après avoir obtenu plusieurs succès, notamment sur la reforme des retraites en 1995, ou encore son opposition au changement de l'article 18 sur le statut du travailleur en 1970, Cofferati quitte la tête du syndicat en 2002. Après un bref retour chez Pirelli, il conquiert la mairie de Bologne sous les couleurs des Démocrates de gauche en 2004, en battant le maire sortant, Giorgio Guazzaloca.
Aux européennes, il est tête de liste du Parti démocrate pour la circonscription d'Italie du Nord-Ouest, en juin 2009.
Le 25 mai 2014, il est élu député européen d'Italie de la 8e législature.